# خانه جنب مسجد جامع الف
خانه جنب مسجد جامع الف مربوط به سده‌های متاخر دوران‌های تاریخی پس از اسلام است و در شهرستان کهگیلویه، بخش مرکزی، شهر دهدشت، بافت قدیمی، جنب مسجد جامع واقع شده و این اثر در تاریخ ۷ خرداد ۱۳۸۷ با شمارهٔ ثبت ۲۲۹۸۸ به‌عنوان یکی از آثار ملی ایران به ثبت رسیده است.